# Molosy (psy)

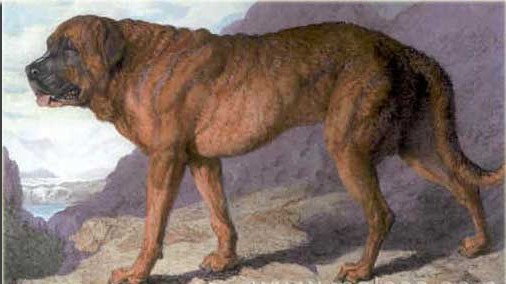
Obraz przedstawiający psa z wymarłej rasy alpejskich mastifów, prawdopodobnie protoplasty bernardyna

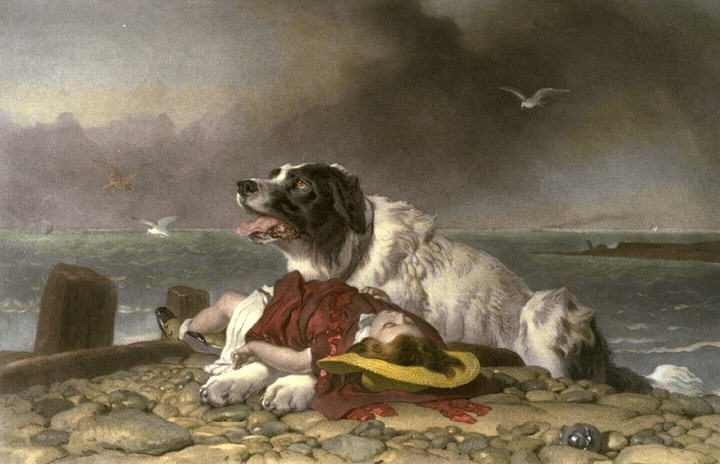
Landseer na obrazie Sir Edwina Landseera "Saved"

Molosy (z łac. molossus – z krainy Molossów) – nazwa dużych psów z ras o ciężkiej, zwartej budowie, silnie umięśnionych, zwykle o krótkim pysku, wywodzących się prawdopodobnie od jednego przodka. Nazwa pochodzi od greckiego plemienia Molossów (psy Molossów). Współczesne rasy psów molosowatych są użytkowane głównie jako psy pasterskie i stróżujące.

## Rys historyczny
Dokładne pochodzenie przodków współczesnych molosów nie jest znane. Prawdopodobnie przybyły z Azji (Asyria lub Tybet) i zostały sprowadzone do Europy przez starożytnych Rzymian, a następnie rozprzestrzeniły się po kontynencie. Zyskały dużą popularność jako psy bojowe, myśliwskie i stróżujące. 
W Historia animalium Arystoteles określił molosy jako rasę (ang. Molossian breed of dogs), która w pogoni nie różni się zasadniczo od innych, ale w roli psów pasterskich jest lepsza z powodu rozmiarów i odwagi, z jaką te psy odpierają ataki dzikich zwierząt.
Molosy wykorzystywano w bitwach i do psich walk. Z czasem wyselekcjonowano rasy psów mniejszych oraz łagodniejszych, użytkowanych do pilnowania stad zwierząt hodowlanych, a także w ratownictwie górskim i wodnym.

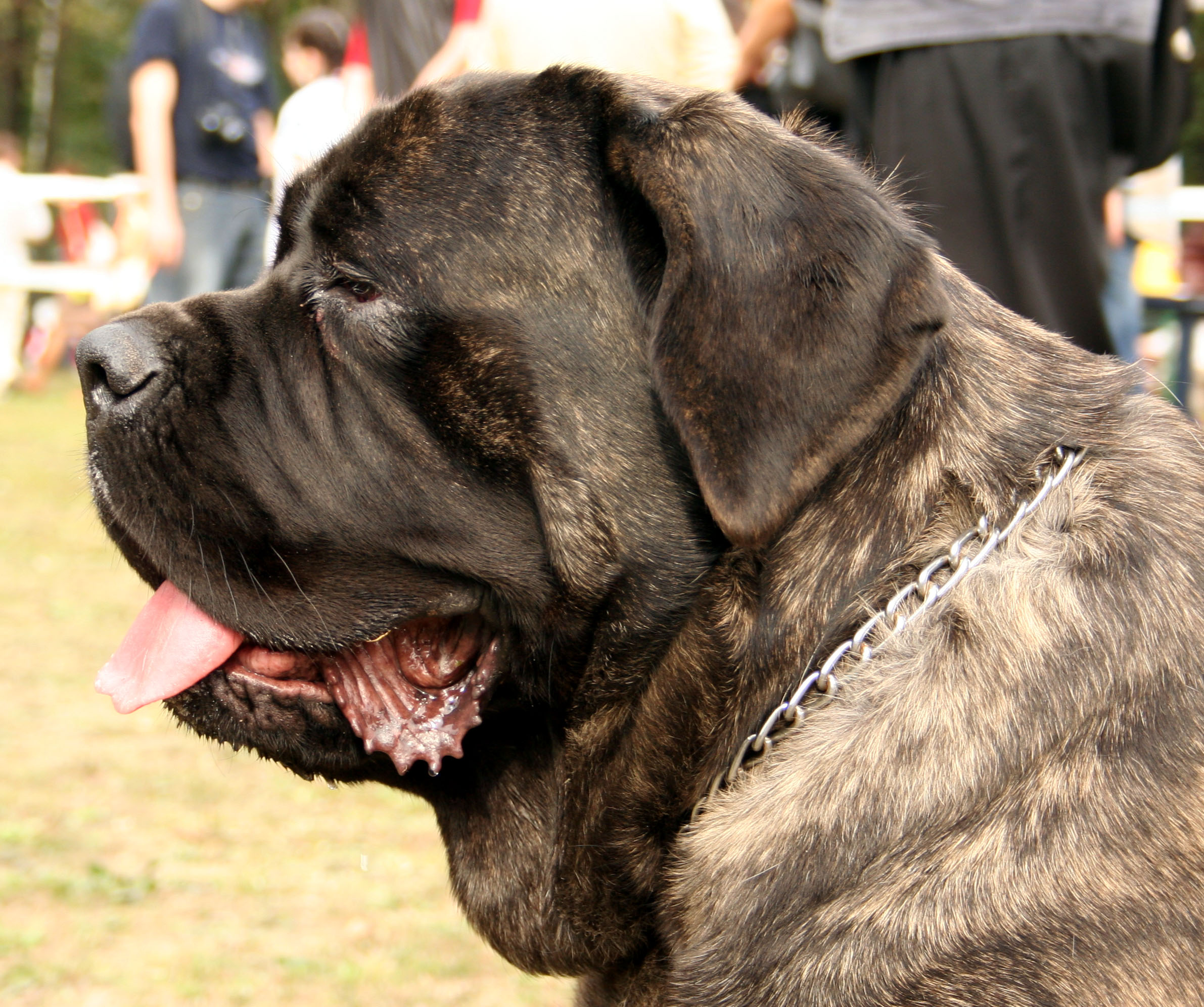
Głowa mastifa angielskiego pręgowanego

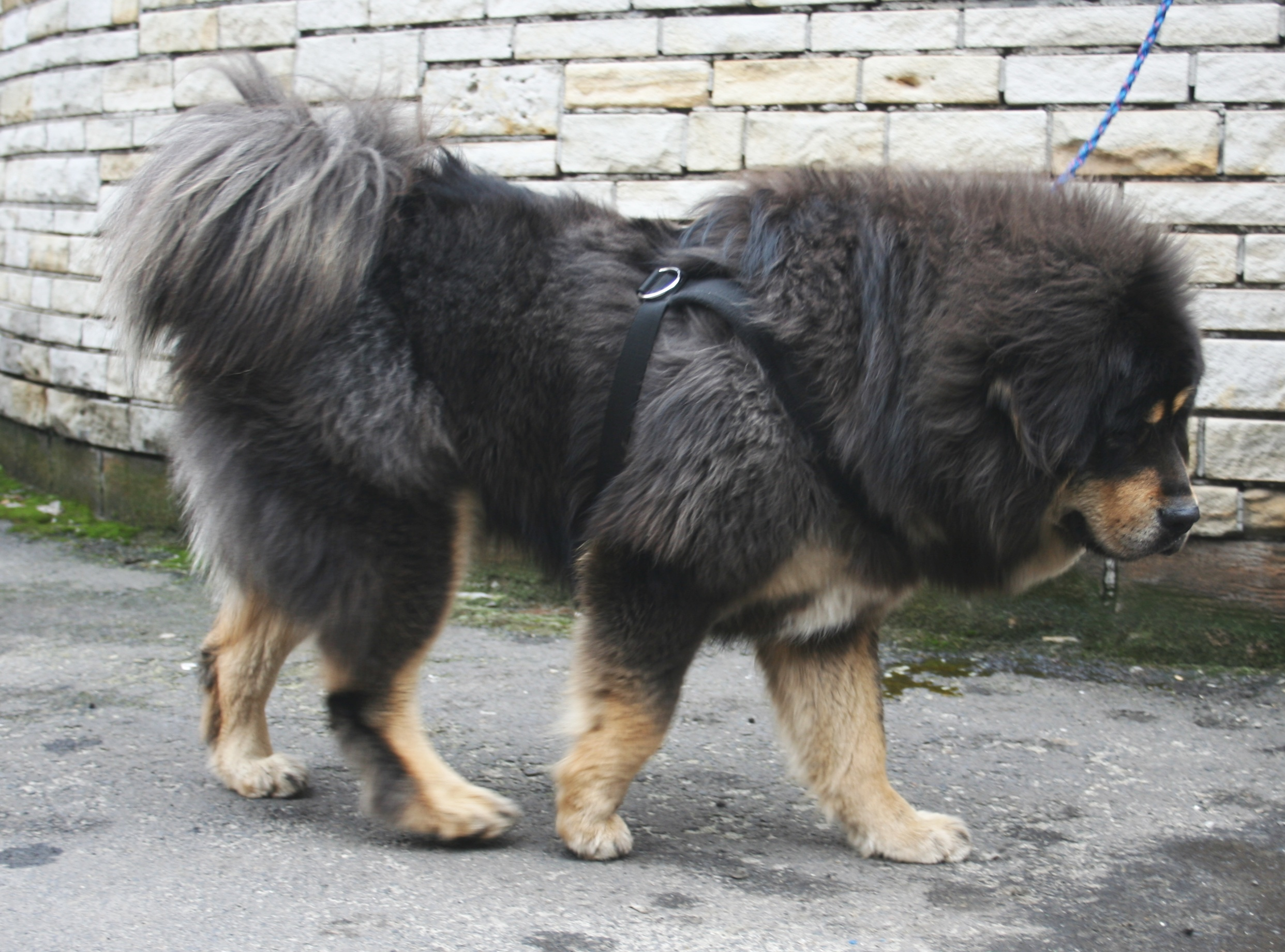
Mastif tybetański

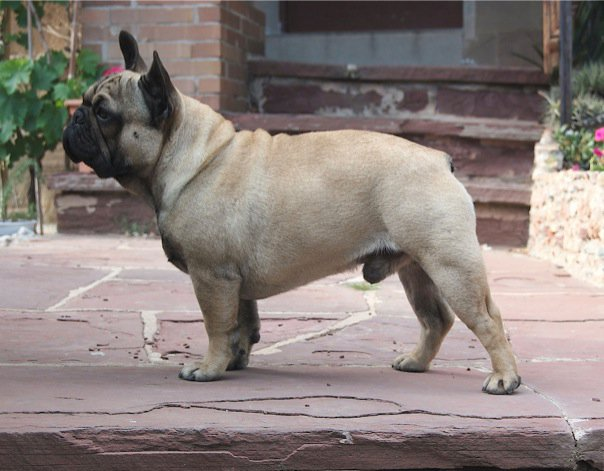
Selekcja ukierunkowana na małe rozmiary zaowocowała uzyskaniem takich ras jak buldog francuski

## Molosy w klasyfikacji FCI
W klasyfikacji FCI psy molosowate zaliczono do grupy II, w sekcji Molossoid breeds – molosy, oraz w sekcji małych psów molosowatych (small molossian type dogs). 
Sekcja molosów została podzielona na dwa typy:
- typ mastifa, do którego zaliczono rasy:
  - bokser
  - broholmer
  - buldog angielski
  - buldog kontynentalny (rasa wstępnie uznana w 2022[4])
  - bulmastif
  - cane corso
  - cão fila de São Miguel
  - dog argentyński
  - dog kanaryjski[5]
  - dog niemiecki
  - dog z Bordeaux
  - dog z Majorki
  - fila brasileiro
  - mastif angielski
  - mastif neapolitański
  - rottweiler
  - shar pei
  - tosa

- typ górski, do którego należą:
  - aidi
  - anatolian
  - bernardyn
  - cão da Serra da Estrela
  - ciobănesc românesc de Bucovina
  - hovawart
  - landseer
  - leonberger
  - mastif hiszpański
  - mastif pirenejski
  - mastif tybetański
  - nowofundland
  - owczarek kaukaski
  - owczarek kraski
  - owczarek środkowoazjatycki
  - pies z Castro Laboreiro
  - pirenejski pies górski
  - portugalski pies stróżujący
  - sarplaninac
  - tornjak

Rasy zaliczone do sekcji małych psów molosowatych:
- buldog francuski
- mops
- Boston terrier

## Rasy nierejestrowane w FCI
- akbash dog (w klasyfikacji FCI uznawany za odmianę owczarka anatolijskiego)
- alano español
- american mastiff
- boerboel
- buldog amerykański
- dogo sardo